# Mikael Agricola-kyrkan

Mikael Agricola-kyrkan är en kyrkobyggnad i Helsingfors, belägen i stadsdelen Rödbergen vid Fabriksgatan. Kyrkan har fått sitt namn efter Mikael Agricola, som ofta kallas det finska skriftspråkets fader.

## Kyrkobyggnaden
Kyrkan byggdes 1933–1935 i funktionalistisk stil efter ritningar av Lars Sonck. Kyrkans torn är 97 meter högt. Tornspiran är 30 meter hög och kan dras in. Altaruppsatsen målades 1935.